# آرمودلوق
آرمودلوق (ترکی آذربایجانی: Armudluq) یک منطقهٔ مسکونی در جمهوری آرتساخ است که در استان کاشاتاق واقع شده‌است.